# روبرت ويلسون (عالم)
روبرت أنتون ويلسون (بالإنجليزية: Robert Anton Wilson)‏ (ولد باسم روبرت إدوارد ويلسون في 18 يناير 1932 – 11 يناير 2007) هو كاتب أمريكي، وروائي، وكاتب مقالات، ومحرر، وكاتب مسرحي، وشاعر، ومتنبئ مستقبلي، ويصف نفسه بأنه لا أدري روحاني. اعتبرته الديسكوردية بأنه إبيسكوبوس، وبابوي، وقديس، ساعد ويلسون بالتعريف عن المجموعة من خلال كتاباته ومقابلاته.
وصف ويلسون عمله بأنه «محاولة لتحطيم الروابط المشروطة، للنظر إلى العالم بطريقة جديدة، مع التعرف على العديد من النماذج بوصفها أنماطًا أو خرائط، ولا يوجد نموذج واحد يرتقي إلى الحقيقة». هدفه هو «محاولة إدخال الناس في حالة من اللاأدرية العامة، وليس اللاأدرية عن الله وحده، بل اللاأدرية حول كل شيء».
كان ويلسون شخصية بارزة في الثقافة المضادة، مماثلًا أحد مؤلفيه المشاركين، تيموثي ليري، بالإضافة إلى تيرينس ماكينا وآخرين.

## ثلاثية إلوميناتوس!
لعل أكثر المجلدات المعروفة من بين كتب ويلسون البالغ عددها 35، والعديد من الأعمال الأخرى هي سلسلة العبادة التقليدية، ثلاثية إلوميناتوس! (1975)، شارك في تأليف هذه السلسلة مع شيا. أُعلن عنها بوصفها «حكاية خرافية عن المصابين بجنون الارتياب»، الكتب الثلاثة- العين داخل الهرم، والتفاحة الذهبية، والطاغوت، الذي قُدم لاحقًا في مجلد منفرد- فُحص المجلد من الناحية الفلسفية والفكاهية، من بين العديد من المواضيع الأخرى، والأشياء الغامضة، والرموز السحرية، والتاريخ، وثقافة الستينات المضادة، والتنظيم السري، والبيانات المتعلقة بالمؤلف هوارد فيليبس لافكرافت والمؤمن بالقوى الخارقة آليستر كراولي، وجنون الارتياب الأمريكي بشأن المؤامرات ونظرية المؤامرة. وكان القصد من الكتاب هو السخرية من الإطار الفكري التآمري.
اشتق ويلسون وشيا العديد من المواد الغريبة من الرسائل التي أُرسلت إلى مجلة بلاي بوي بينما عملا هما محررين في الإدارة. مزجت الكتب المعلومات الحقيقية مع الخيال المبتكر لينخرط القارئ في ما دعاه ويلسون «الانطولوجيا الفدائية»، التي أشار إليها بوضوح على أنها «عملية العبث بالعقل» في إلوميناتوس! كما حددت الثلاثية موجزًا لمجموعة الليبرتارية، ولاسلطوية البديهية التي تُعرف باسم قوانين سيلين (سُميت بعد هابارد سيلين وهي شخصية في إلوميناتوس!)، نقح ويلسون الأفكار عدة مرات في أعماله اللاحقة.
من بين العديد من حبكات إلوميناتوس! الفرعية تعالج واحدة منها الحروب البيولوجية وهيمنة وثيقة حقوق الولايات المتحدة، ويعطي عنوانًا آخر عرضًا مفصلًا لاغتيال الرئيس جون فتزجرالد كنيدي (حيث كان هناك خمس قناصات على الأقل، وجميعها تعمل لأسباب مختلفة ومجهزة لإطلاق النار على الرئيس كينيدي، وذروة أحداث الكتاب تحدث في حفل لموسيقى الروك حيث يواجه الجمهور خطر أن تحدث تضحية جماعية بشرية.
عممت إلوميناتوس! الديسكوردية واستخدام مصطلح «فنورد». إنها تتضمن أسلوب نثري تجريبي متأثرًا بكتّاب مثل ويليام بوروز، وجيمس جويس، وعزرا باوند. على الرغم من أن شيا وويلسون لم يتعاونا على هذا النطاق مجددًا، فإن ويلسون استمر بتوسيع نطاق مواضيع كتب إلوميناتوس! خلال مسيرته المهنية في الكتابة. تحتوي العديد من أعماله الخيالية الأخرى على شخصيات متداخلة من «سحرة الجنس» (رواية ويلسون الأولى، التي كتبها قبل إصدار إلوميناتوس!، وتضم العديد من شخصياته نفسها) وثلاثية إلوميناتوس!.
فازت إلوميناتوس! بجائزة قاعة مشاهير برومثيوس لأفضل رواية خيالية كلاسيكية، صوت عليها مجتمع الليبرالية المستقبلية للخيال العلمي في 1986، لديها العديد من الطبعات الدولية، وتكيف العمل للظهور للجماهير وأعده كين كامبل بإنتاج دراما مكونة من عشرة ساعات. كما ظهرت على أنها ألعاب تستند على بطاقتين من قِبل ألعاب ستيف جاكسون، ولعبة تبادل البطاقات (إلوميناتوس: نظام العالم الجديد). أنتجت آي إن آبل برودكشن وريب أوف بريس نسخة كتاب كوميكس عن الثلاثية.

## التعليم
تعلم في كلية تاندون للهندسة في جامعة نيويورك.

## جوائز
حصل على جوائز منها:
- جائزة بروميثيوس - قاعة المشاهير  [لغات أخرى]‏.

## وصلات خارجية
- روبرت ويلسون على موقع IMDb (الإنجليزية)
- روبرت ويلسون على موقع ميوزك برينز (الإنجليزية)
- روبرت ويلسون على موقع أول موفي (الإنجليزية)
- روبرت ويلسون على موقع إن إن دي بي (الإنجليزية)
- روبرت ويلسون على موقع أول ميوزيك (الإنجليزية)
- روبرت ويلسون على موقع ديسكوغز (الإنجليزية)
- روبرت ويلسون على موقع قاعدة بيانات الفيلم (الإنجليزية)
- روبرت ويلسون على موقع كينوبويسك (الروسية)